# Brouwerij De Kroon (Aalst)
Brouwerij De Kroon ook wel Brouwerij Van Wassenhove, Brouwerij Van Mol - Van Wassenhove is een voormalige brouwerij gelegen in de Geraardsbergsestraat te Aalst en was actief  tot 1945. 

## Geschiedenis
Tussen 1899 tot 1901 was de naam van de brouwerij "Brouwerij Van Wassenhove" naar de brouwer Léopold Van Wassenhove. Zijn weduwe, Adéle, hernoemde na haar tweede huwelijk naar "brouwerij Van Mol-Van Wassenhove". In 1925 wijzigde men de naam naar Brouwerij Van Mol-Van Wassenhove Vve en na de verkoop in 1940 aan C. Huylebroeck wijzigde deze in "Brouwerij De Kroon". De brouwactiviteiten werden gestaakt in 1954 en het gebouw werd een depot voor Brouwerij Lamot uit Mechelen. 
Op de plaats waar de brouwerij stond is nu een plein (Kanunnik Colinetstraat) en draagt het aanwezig appartementsgebouw de naam 'De Kroon'.